# Full Gear (2023)
Full Gear 2023 fue la quinta edición del Full Gear, un evento pago por visión de lucha libre profesional producido por la empresa estadounidense All Elite Wrestling. Tuvo lugar el 18 de noviembre de 2023 desde el Kia Forum de Inglewood, California.

## Producción
Full Gear es un pago por evento (PPV) que se celebra anualmente alrededor del Día de los Veteranos por All Elite Wrestling (AEW). Es uno de los eventos PPV principales de AEW, que incluye Double or Nothing, All Out y Revolution, sus cuatro programas más importantes producidos trimestralmente. Full Gear es el único pay-per-view de AEW que se celebra tradicionalmente en sábado.
Durante la rueda de prensa posterior al evento All In del 27 de agosto de 2023, se anunció que la quinta edición de Full Gear se celebraría el 18 de noviembre de 2023 en el Kia Forum de Inglewood, California.
Debido a que el evento tendrá lugar en el sábado, el episodio de Collision se celebrará en el mismo lugar la noche anterior, el viernes 17 de noviembre.

## Antecedentes
En el episodio del 27 de septiembre de  Dynamite, Jay White interrumpió al Campeón Mundial de AEW MJF. White afirmó que él era el responsable de la amistad entre MJF y Adam Cole y su posterior unión como Better Than You Bay Bay, ya que Cole se había lesionado en su combate en Forbidden Door, y Cole se involucró con MJF después de regresar al año siguiente. White afirmó entonces que le arrebataría el Campeonato Mundial de AEW a MJF. Durante los momentos finales del show, un grupo de hombres enmascarados vestidos de negro atacaron a White en el backstage antes de mostrar a otro individuo que llevaba la máscara de diablo de MJF. La semana siguiente, White, junto con sus compañeros del Bullet Club Gold (Juice Robinson, Austin Gunn y Colten Gunn) atacaron a MJF. White posteriormente tomó el cinturón del Campeonato Mundial y desafió a MJF por el título en Full Gear y MJF aceptó.
Además, en el episodio del 24 de octubre, The Gunns declararon que querían un combate contra MJF por el Campeonato Mundial en Parejas de ROH en Full Gear, lo cual MJF aceptó.  El 30 de octubre, se anunció que MJF y un socio misterioso defenderían el título en parejas contra The Gunns durante el pre-show de Full Gear Zero Hour; el compañero de campeonato de MJF, Cole, sufrió una fractura en el pie a finales de septiembre.
En WrestleDream, Christian Cage derrotó a Darby Allin para retener el Campeonato AEW de TNT, en el que también Nick Wayne se volvió contra Allin y se unió a Cage. Después del combate, Cage y Wayne atacaron más a Allin hasta que Sting salió para salvarlo, pero Luchasaurus también se involucró para atacar a Sting y Allin. Cuando Cage estaba a punto de realizar una estafa a Sting, Adam Copeland (anteriormente conocido como Edge en WWE) hizo su debut en AEW y salvó a Sting y Allin. En el siguiente Dynamite, Copeland intentó hacer que Cage recobrara el sentido y reunirse como equipo, pero Cage se negó. En el episodio del 24 de octubre, Cage, Luchasaurus y Wayne interrumpieron a Sting y lo desafiaron a él, a Allin y a un compañero de su elección a una lucha por equipos de seis hombres en Full Gear, que Sting aceptó. Más tarde, durante una entrevista detrás del escenario, Copeland dijo que se negó a pelear contra Cage, pero luego aparecieron Sting y Allin y le dijeron que no se podía confiar en Cage. La semana siguiente, después de que Cage, Luchasaurus y Wayne atacaran a Copeland, Sting y Allin lo salvaron. Copeland luego declaró que sería su socio en Full Gear.
En All Out, Jon Moxley derrotó a Orange Cassidy para ganar el Campeonato Internacional de AEW. Sin embargo, en Dynamite: Grand Slam, Moxley perdió el título ante Rey Fenix debido a una conmoción cerebral legítima sufrida durante la lucha. Cassidy luego recuperó el título de manos de Fenix en Dynamite: Title Tuesday. Después de que Cassidy retuviera el título contra el compañero de Moxley en Blackpool Combat Club, Claudio Castagnoli, en el episodio del 1 de noviembre, Moxley subió al ring y fue atacado por Cassidy. Posteriormente, Moxley retó a Cassidy por el Campeonato Internacional en Full Gear, lo cual fue confirmado posteriormente.

## Resultados
- Zero Hour: Eddie Kingston derrotó a Jay Lethal (con Sonjay Dutt, Satnam Singh, Jeff Jarrett & Karen Jarrett) y retuvo el Campeonato Mundial de ROH (10:55).
  - Kingston cubrió a Lethal después de un «Backfist to the Future»
  - Durante la lucha, Jeff, Karen, Dutt & Singh interfirieron a favor de Lethal, mientras que Ortiz lo hizo a favor de Kingston.
  - El Campeonato de Peso Abierto STRONG de Kingston no estuvo en juego.
- Zero Hour: Claudio Castagnoli derrotó a Buddy Matthews (10:30).
  - Castagnoli forzó a Matthews a rendirse con un «Francotirador».
- Zero Hour: MJF & Samoa Joe derrotaron a The Gunns (Austin Gunn & Colten Gunn) y retuvieron el Campeonato Mundial en Parejas de ROH (9:25).
  - Joe forzó a Colten a rendirse con un «Coquina Clutch».
  - Durante la lucha, Adam Cole interfirio a favor de MJF, distrayendo a The Gunns.
  - Después de la lucha, The Gunns atacaron a MJF, por lo que tuvo que abandonar la arena en ambulancia (kayfabe).
- Sting, Darby Allin & Adam Copeland (con Ric Flair) derrotaron a The Patriarchy (Christian Cage, Luchasaurus & Nick Wayne) (15:10).
  - Copeland cubrió a Luchasaurus después de un «Coffin Drop» de Allin.
  - Durante la lucha, Flair interfirió a favor de Sting, Allin & Copeland.
  - Durante la lucha, Cage atacó accidentalmente a Luchasaurus con el Campeonato TNT de AEW
- Orange Cassidy (con Hook) derrotó a Jon Moxley (con Wheeler Yuta) y retuvo el Campeonato Internacional de AEW (12:05).
  - Cassidy cubrió a Moxley después de un «Beach Break».
- Toni Storm (con Luther) derrotó a Hikaru Shida y ganó el Campeonato Mundial Femenino de AEW (10:25).
  - Storm cubrió a Shida después de un «Running Hip Attack» con un tacon.
  - Durante la lucha, Luther interfirio a favor de Storm.
  - Después de la lucha, Mariah May celebró con Storm.
- Ricky Starks & Big Bill derrotaron a La Facción Ingobernable (Rush & Dralístico) (con José The Assistant & Preston Vance), FTR (Cash Wheeler & Dax Harwood) y Kings of the Black Throne (Malakai Black & Brody King) en un Ladder Match y retuvieron el Campeonato Mundial en Parejas de AEW (20:35).
  - Starks ganó la lucha después de descolgar los títulos.
- Julia Hart derrotó a Kris Statlander (c) y Skye Blue y ganó el Campeonato TBS de AEW (11:20).
  - Hart cubrió a Blue después de un «Saturday Night Fever» de Statlander.
- Swerve Strickland (con Prince Nana) derroto a «Hangman» Adam Page en un Texas Death Match (29:55).
  - Strickland forzó a Page a rendirse después de ahorcarlo con una cadena.
  - Durante la lucha, Nana & Brian Cage interfirieron a favor de Strickland.
  - Esta lucha fue calificada con 5 estrellas por el periodista Dave Meltzer.
- The Golden Jets (Kenny Omega & Chris Jericho) derrotaron a The Young Bucks (Matt Jackson & Nick Jackson) (20:45).
  - Omega cubrió a Matt después de un «One Winged Angel».
  - Como resultado, The Golden Jets ganaron la oportunidad por el Campeonato Mundial en Parejas de AEW de The Young Bucks.
  - Si The Young Bucks ganaban, The Golden Jets hubieran sido forzados a separarse.
- MJF (con Adam Cole) derrotó a Jay White (con Austin Gunn & Colten Gunn) y retuvo el Campeonato Mundial de AEW (29:45).
  - MJF cubrió a White después de golpearlo con el Dynamite Diamond Ring.
  - Durante la lucha, The Gunns interfirió a favor de White, pero fueron expulsados por el árbitro, mientras que Cole lo hizo a favor de MJF.
  - Originalmente, se anunció que Cole reemplazaría a MJF luego de un ataque de The Gunns, sin embargo, MJF regresaría a tiempo para la lucha.